# Lypotigris reginalis
Lypotigris reginalis là một loài bướm đêm trong họ Crambidae.